# Phaonia ampycocerca
Phaonia ampycocerca este o specie de muște din genul Phaonia, familia Muscidae, descrisă de Xue și Yang în anul 1998. Conform Catalogue of Life specia Phaonia ampycocerca nu are subspecii cunoscute.